# Шибељи
Шибељи (словен. Šibelji, итал. Sibèglia) је насељено место у општини Комен, Обално-крашка регија, Словенија.

## Историја
До територијалне реорганизације у Словенији били су у саставу старе општине Сежана.

## Становништво
У попису становништва из 2011. године, Шибељи су имали 11 становника.
| Број становника према пописима | Број становника према пописима | Број становника према пописима |
| ------------------------------ | ------------------------------ | ------------------------------ |
| 1991                           | 2002                           | 2011                           |
| 9                              | 11                             | 11                             |